# Uniklubi
Uniklubi — фінський рок-гурт, творчість якого відносять до альтернативного року та хард-року. Став популярним завдяки хіту «Rakkautta ja piikkilankaa» у 2004 році. Виконує пісні фінською мовою.

## Історія гурту

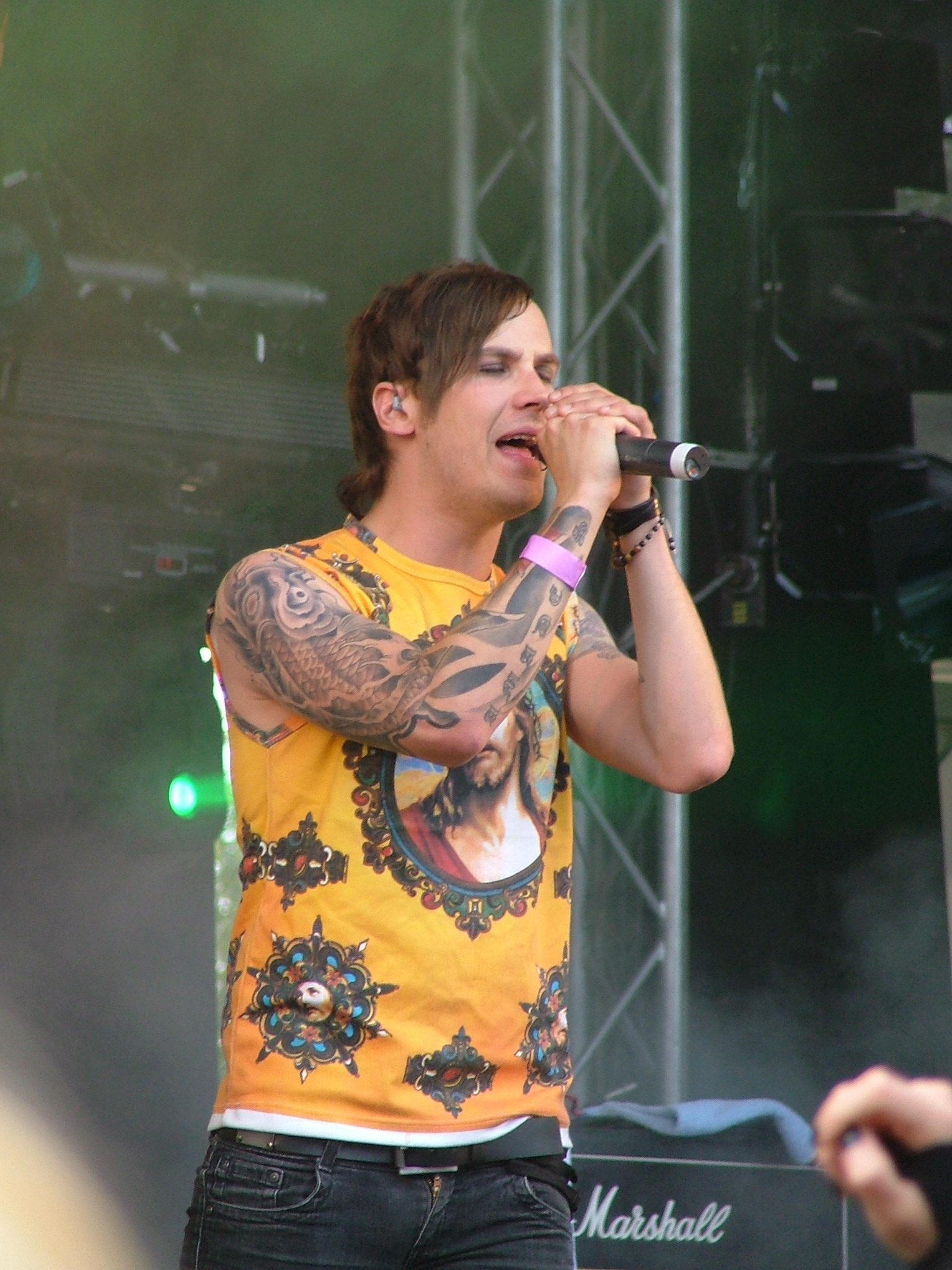
Юссі Село

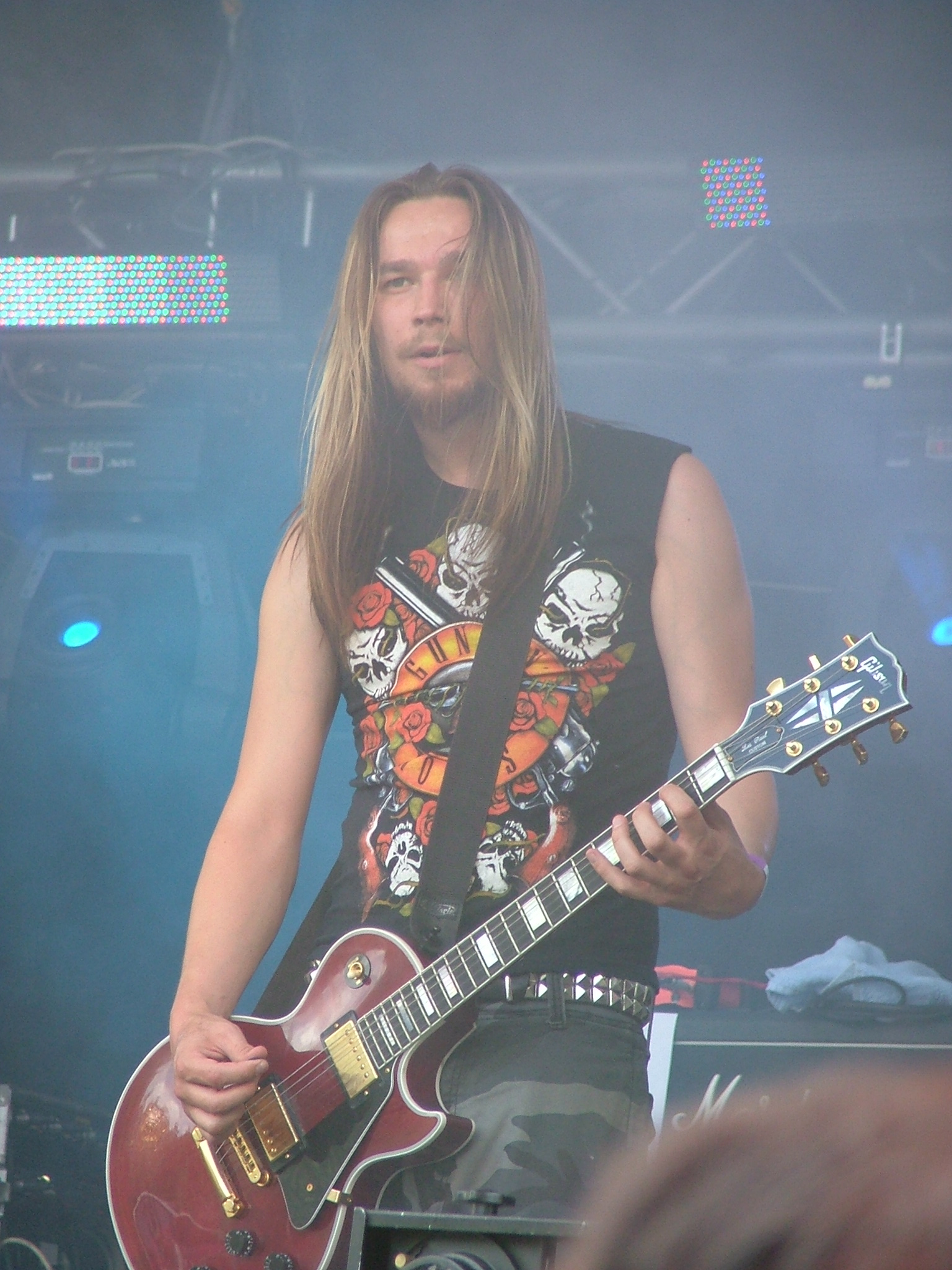
Пасі Віітала

Гурт заснували у 1999 році Юссі Село та Пасі Віітала. Назва «Uniklubi» з'явилась пізніше, спершу вони називались Pincenez (фін. пенсне) і виконували кавери англійською мовою на улюблені гурти. Власні ж пісні почали писати рідною мовою, а як з'явилась ідея нової назви (від фін. uni — мрія і klubi — клуб; Клуб мрій) — невідомо.
Зароблені за перші кавер-версії гроші учасники використали на запис своїх перших демо. У сучасному складі почали працювати лише у 2003 році. Під час запису першого альбому Rakkautta Ja Piikkilankaa (Любов і колючий дріт) гурт залишив барабанщик. Його замінив Антті Матікайнен, який і зараз у гурті. Сингл «Rakkautta Ja Piikkilankaa» став найпопулярнішою піснею року за версією YleX, альбом потрапив у рейтинги, а Uniklubi отримали свою першу нагороду — Emma Award (Відкриття року). «Rakkautta Ja Piikkilankaa» став платиновим у Фінляндії (продано понад 30 тис. копій альбому).
Другий альбом, Kehä (Коло) вийшов 2 листопада і увійшов у рейтинги одразу на першому місці, залишаючись у топ-20 протягом 20 тижнів, так само як і перший трек з альбому — «Kaikki Mitä Mä Annoin» (Усе, що я віддав).
Улітку 2006 року вокаліст втрачає голос через часті концерти, і гурт скасовує тур Німеччиною, який мав бути їхнім першим туром поза Скандинавією. Операція пройшла для Юссі вдало, тож гурт повернувся до роботи.
Гурт почав запис на початку 2007 року з пісень «Vnus» (Венера) та «Aurinkoni» (Моє сонце). Новий альбом, Luotisade (Дощ із куль) вийшов у серпні того ж року.
4 березня 2009 року виходить альбом «Syvään valoon» (У глибоке світло). Першим синглом з альбому була «Polje», згодом — «Kukka».
П'ятий студійний альбом — Kultakalat (Золоті рибки) — вийшов 22 вересня 2010 року, і вже через тиждень гурт вирушив на гастролі, що завершились в кінці літа 2011.

## Учасники гурту
- Юссі Село — вокал
- Янне Самулі Село — гітара
- Пасі Віітала — електрогітара
- Теему Раяамякі — бас-гітара
- Антті Матікайнен — ударні

## Дискографія

### Альбоми
- Rakkautta ja piikkilankaa (2004)
- Kehä (2005)
- Luotisade (2007)
- Syvään Valoon (2009)
- Kultakalat (2010)

### Сингли
- «Rakkautta ja piikkilankaa» (2004)
- «Kylmää» (2004)
- «Olemme Yhtä» (2004)
- «Totuus» (2004)
- «Näiden tähtien alla» (2004)
- «Kaikki mitä mä annoin» (2005)
- «Huomenna» (Promotional Single) (2005)
- «Kiertää Kehää» (2006)
- «Tuhka» (промо-сингл) (2006)
- «Vnus» (2007)
- «Luotisade» (промо-сингл) (2007)
- «Polje» (2009)
- «Kukka» (2009)
- «Aikasi On Nyt» (2010)

## Музичні відео
- Rakkautta ja piikkilankaa
- Kaikki mitä mä annoin
- Huomenna
- Vnus
- Luotisade
- Rakkaudesta hulluuteen
- Polje
- Kukka
- Mitä vittua?
- Aikasi on nyt
- Maailma Puhaltaa